# Aulus Plauci
Aulus Plauci (llatí: Aulus Plautius) va ser un militar romà del segle i. Formava part de la gens Plàucia, una família romana d'origen plebeu.
L'emperador Claudi el va enviar l'any 43 per sotmetre Britànnia. Suetoni i Tàcit l'anomenen com a persona de rang consular i podria ser l'Aule Plauci que va ser cònsol sufecte l'any 29.

## Conquesta romana de Britànnia
L'any 43, l'emperador Claudi, immers en una ampliació dels dominis de l'Imperi, va ordenar-li la conquesta i submissió de l'illa en suport de Verica, rei dels atrebats i aliat de Roma, que havia estat deposat per Epàtic dels seus veïns Catuvel·launs. L'exèrcit es componia de les legions IX Hispana, II Augusta, XIV Gemina i XX Valèria Victrix, més uns 20.000 soldats auxiliars, entre ells tracis i bataus. Durant quatre anys va estar a Britànnia i va sotmetre el sud de l'illa després de forta lluita amb els pobles nadius, encapçalats per Caratac i Togodumnus dels Catuvel·launs, que foren derrotats a la batalla del Medway. A les seves ordes va servir Vespasià, que anys després va ser emperador.

## Retorn a Roma
Plauci va tornar a Roma el 47 i va rebre els honors d'una ovació, en la qual l'emperador, per mostrar la seva satisfacció amb el general, va caminar al seu costat. Quan la seva dona Pompònia Grecina va ser acusada de pràctiques religioses prohibides, el seu marit va rebre el privilegi de decidir el seu càstig, conforme al que establia l'antic costum romà, i la va declarar innocent.